# 鵜川站

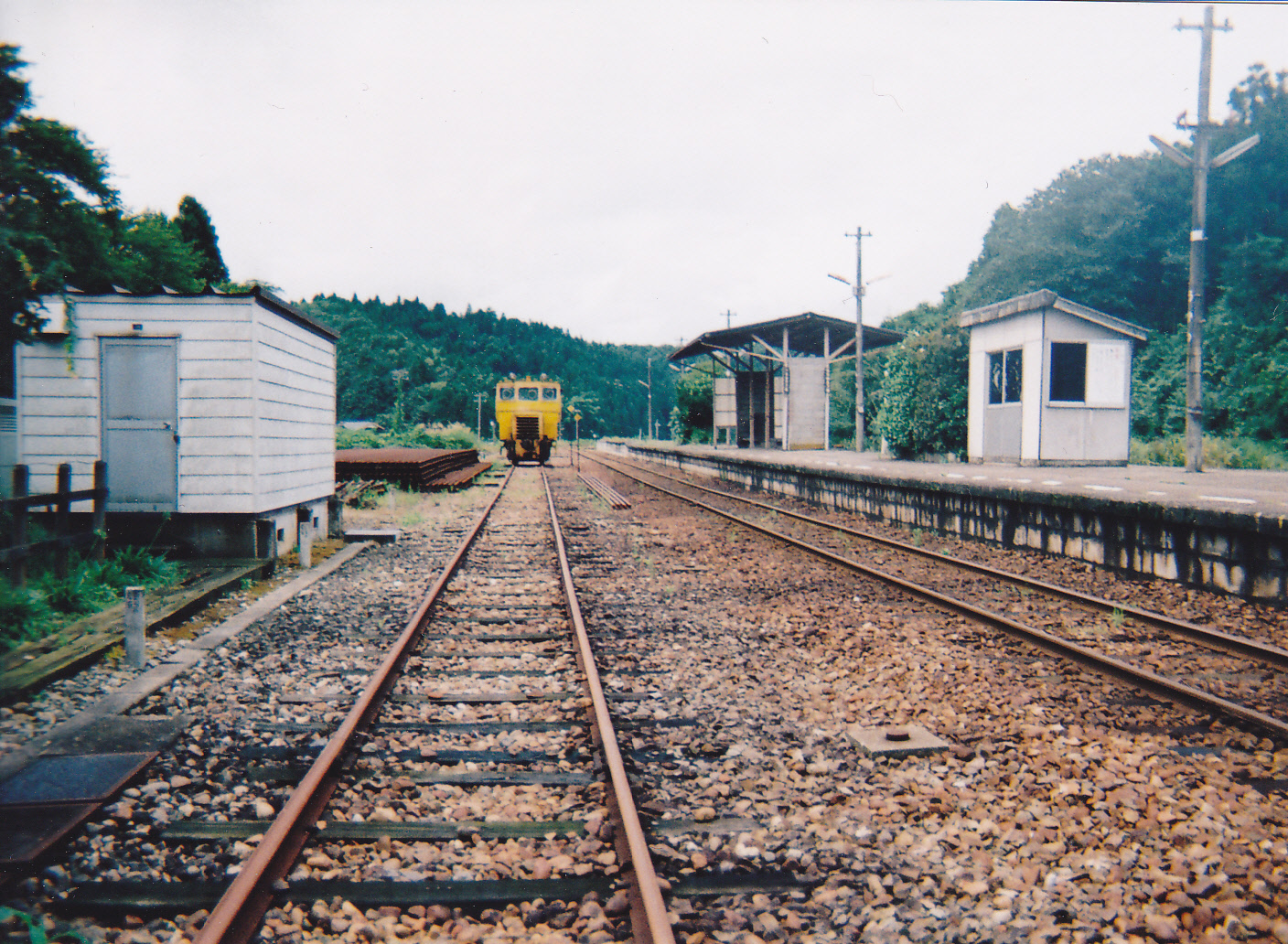
廢除前的站內

鵜川站（日语：／ Ukawa eki */?）是位於石川縣鳳珠郡能登町鵜川，能登鐵道的能登線車站（廢站）。曾經為急行列車停靠站。

## 歷史
- 1959年（昭和34年）6月15日 - 日本國有鐵道（國鐵）能登線穴水至此站之間開通[1][2][3]，車站啟用。
- 1960年（昭和35年）4月17日 - 此站至宇出津之間開通[1][2]。
- 1987年（昭和62年）4月1日 - 伴隨國鐵分割民營化，車站由西日本旅客鐵道（JR西日本）營運。
- 1988年（昭和63年）3月25日 - 能登線由能登鐵道繼承[1][2][3]。
- 2005年（平成17年）4月1日 - 能登線廢除，此站也被廢除[1][2]。

## 車站構造
截至車站廢除前，車站是一座地面車站，設有1面2線的島式月台和數條側線。此站委托了職員負責車站業務。
此站設有磚頭建成的車站大樓。也設有職員專用官舍，因此此站經常有職當當值。在設置售票機後，只有平日才有職員當值。車站左邊設有一個池塘，這是國鐵時代由職員合力建成。

## 車站周邊
- 國道249號
- 能登町立鵜川小學
- 能登町立鵜川中學（在2014年與能登町立能都中學（日语：能登町立能都中学校）合併）
- 能登町公所鵜川分所（鵜川公民館內）
- 能登町立鵜川公民館
- 鵜川郵局

## 相鄰車站
能登鐵道
能登線
古君－鵜川－七見

## 注腳
1. 1 2 3 4   (PDF). 能登町広報情報推進課. 2017-04-01  [2021-02-23] （日语）.
2. 1 2 3 4  寺田裕一. . Neko出版. 2010-12-29: 9. ISBN 978-47770-1091-2 （日语）.
3. 1 2  . 中日新聞Web. 2020-12-05  [2021-02-23]. （原始内容存档于2022-02-17） （日语）.